# Заборонений сад
«Заборонений сад» (англ. The Forbidden Garden) — гумористичний науково-фантастичний роман письменника Джона Тейна (псевдонім Еріка Темпла Бея). Вперше вийшов 1947 року у видавництві Fantasy Press тиражем 3029 примірників.

## Сюжет
Роман розповідає про пошуки ґрунту з віддаленої частини Азії для вирощування дивних квітів, які можуть знищити людство.

## Відгуки
П. Шуйлер Міллер високо оцінив роман, написавши: «[Тейн] стоїть на лікті, підштовхує вас з явною приємністю, коли ви приходите до уривків, які було весело написані». «Тріллін вандер сторіз» теж високо оцінили цей роман, стверджуючи, що «автор підтверджує своє право на напівлегендарну вищу посаду, на якій він дбає про послідовників фантастики, представлених через правдоподібну псевдонауку», але розкритикували Тейна за слабкий сюжет, стверджуючи: «Персонажі його історії входять до колекції типових драматичних персонажів, та не більше».